# Beaurieux (Nord)
Beaurieux é uma comuna francesa na região administrativa de Altos da França, no departamento do Norte. Estende-se por uma área de 7.39 km². Em 2010 a comuna tinha 171 habitantes (densidade: 23,1 hab./km²).